# Unity (Afrika Bambaataa & James Brown)
Unity è un singolo di Afrika Bambaataa & James Brown. È la prima canzone hip hop che vede la collaborazione dell'artista Funk James Brown.

## Tracce
Versione 12"
1. Unity (Part 1: The Third Coming) - 3:20
2. Unity (Part 2: Because It's Coming) - 3:20
3. Unity (Part 3: Nuclear Wildstyle) - 3:29
4. Unity (Part 4: Can You See It) - 6:47
5. Unity (Part 5: The Light) - 4:15
6. Unity (Part 6: World War 3) - 2:44

## Formazione
- James Brown - voce
- Afrika Bambaataa - voce
- Brian Banks - tastiera
- Anthony Marinelli - tastiera
- Robin Halpin - tastiera
- Skip McDonald - chitarra
- Doug Wimbish - basso
- Keith LeBlanc - batteria